# 大乘法苑
大乘法苑（藏語：རྣམ་རྒྱལ།，威利转写：rnam rgyal），又译尊勝寺、纳姆加尔寺，是位于印度达兰萨拉的藏传佛教寺庙，亦是第十四世达赖喇嘛的个人修道院。

## 历史
1574年，第三世达赖喇嘛建立大乘法苑前身，兴办法事。1751年噶厦成立后，达赖喇嘛任命大乘法苑僧人为僧官，服务历代达赖喇嘛与西藏政府。
1959年藏区骚乱后，45名大乘法苑僧人跟随第十四世达赖喇嘛出走印度，并在达兰萨拉重建庙宇，接收了一些来自藏区各地一同出走的年轻僧人，因而保存、复兴了诸多藏传佛教的传统文化形式。